# Hermann Link
Hermann Heinrich Johannes Link (* 19. März 1879 in Wittingen; † 8. Januar 1964 in Lübeck) war ein deutscher Jurist.

## Ausbildung
Hermann Link war ein Sohn von Christian Friedrich Link (* 8. März 1845 in Wustrow; † 12. Juli 1899 in Lübeck) und dessen Ehefrau Elisabeth Juliane Johanne, geborene Nicolai (* 15. November 1852 in Gronau; 2. Februar 1927 in Lübeck). Als Zehnjähriger zog er mit seinen Eltern nach Lübeck, wo der Vater die St.-Jürgen-Apotheke übernahm. Er besuchte das Katharineum zu Lübeck und lernte dabei Gustav Radbruch kennen. Mit diesem Klassenkameraden verband ihn eine lebenslange Freundschaft.
1898 verließ Link das Katharineum mit dem Abitur,  und besuchte sechs Semester Universitäten in Leipzig, Marburg, Berlin und Göttingen. Neben diesem Studium der Rechtswissenschaften besuchte er Vorlesungen anderer Fachrichtungen, insbesondere Philosophie, und Geschichte. Während der Studienzeit in Berlin lernte er auch an der Journalistenhochschule und bereitete damit die Basis für seine späteren Publikationen. In Leipzig machte ihn der Historiker Rudolph Sohm mit Friedrich Naumann bekannt. Beide ermutigten ihn, sich sozial zu engagieren.
1903/04 gehörte Link, der lebenslang in keine Partei eintrat, Naumanns „Nationalsozialem Verein“ an. An der Universität Göttingen wurde er 1902 zum Dr. jur. promoviert. In seiner Promotion schrieb er über „Die Stellung der Einzelhaft im heutigen deutschen Strafvollzuge“. Die Zeit als Referendar verbrachte er in Lübeck. Im April 1905 legte er vor dem Hanseatischen Oberlandesgericht in Hamburg die zweite juristische Staatsprüfung ab.

## Wirken in Lübeck
Ab der Referendarszeit in Lübeck engagierte sich Link insbesondere in der Volksbildung und Sozialfürsorge. 1902/03 schrieb er Beiträge für Zeitschriften, mit denen er thematisch an seine Dissertation anknüpfte. Darin stellte er dar, dass der Lübecker Strafvollzug veraltet sei und reformiert werde müsse. Damit stieß er den Bau der heutigen Justizvollzugsanstalt Lübeck an. Darüber hinaus engagierte er sich für eine bessere Öffentliche Bücher- und Lesehalle. Er gehörte dessen Trägerverein an und wurde 1903 Vorstandsmitglied. Von 1906 bis 1903 übernahm er den Vorstandsvorsitz. Bis zum Amtsantritt Bennata Ottens arbeitete Link auch selbst in der Bücherhalle. So beschaffte er neue Bücher und kümmerte sich um die Ausleihe.
1902 trat Link in die Gesellschaft zur Beförderung gemeinnütziger Tätigkeit ein. Von 1905 bis 1908 übernahm er die Redaktion der Lübeckischen Blätter. 1904 schrieb er einen Beitrag für diese Vereinszeitschrift, in dem er vorschlug, eine öffentliche kostenlose Rechtsauskunftsstelle für bedürftige Personen zu schaffen, die bereits in anderen Städten existierten. Diese entstand 1905, getragen zunächst von einem privaten Verein. Link übernahm die Vereinsleitung. Ab 1910 erhielten die Träger öffentliche Zuschüsse. Link wurde somit Beamter des Lübecker Stadt- und Landamtes.
Aufgabe der von Link geleiteten Rechtsauskunftsstelle war der Schutz von bedürftigen Personen vor Nachteilen. Außerdem schlichtete sie Streitfälle und half bei sozialen Problemen. Diese Aufgaben übernahm später das Wohlfahrtsamt. Über seine Erfahrung schrieb Link regelmäßig für die Soziale Praxis. Darüber hinaus erstellte er die Jahresberichte seiner Einrichtung, die überregional beachtet wurden. 1906 gründete Link den „Verband der deutschen gemeinnützigen und unparteiischen Rechtsauskunftsstellen“ mit. Er übernahm selbst die Geschäftsführung, arbeitete später als geschäftsführender Vorsitzender und gab die Verbandszeitschrift „Gemeinnützige Rechtsauskunft“ heraus.
Während des Ersten Weltkriegs übernahm Link andere Aufgaben. Dazu gehörte die Kriegswohlfahrtspflege und die Kriegsverletztenfürsorge. Außerdem gab er eine Lazarettzeitung heraus. Da nach Kriegsbeginn zu wenig Arbeitskräfte zur Verfügung standen, wehrten sich die Arbeitgeberorganisationen nicht länger gegen eine öffentliche Arbeitsvermittlung. Daher erhielt Links Rechtsauskunftsstelle einen Arbeitsnachweis in städtischer Hand, der nicht länger von Arbeitgeberverbänden, Innungen und Gewerkschaften kontrolliert wurde. Link schuf die Gesetzesgrundlagen für eine öffentliche Arbeitsvermittlung und eine Erwerbslosenfürsorge, die aus seiner Sicht eng miteinander verbunden sein sollten. So entstanden 1918 ein Arbeits- und ein Wohlfahrtsamt, die Link leitete. 1925 entwickelten sie sich zur Behörde für Arbeit und Wohlfahrt unter Paul Hoff mit Link als Präsident weiter.

## Wechsel nach Hannover und Dresden
Bereits 1922 hatte die Reichsarbeitsverwaltung Link dazu aufgefordert, eine Stelle in Berlin zu übernehmen. Link widersprach der Anordnung, da er an der Trave größere Möglichkeiten sah, wirken zu können. Anfang 1928 wechselte er dennoch an das Landesarbeitsamt Niedersachsen in Hannover und übernahm dessen Leitung. Hier folgte er weiterhin seiner Idee der „produktiven Erwerbslosenfürsorge“, die er bereits in Lübeck realisieren wollte. Dies bedeutete, dass Arbeitslose für die ihnen gewährten Zahlungen arbeiten mussten. Sie halfen mit, die Sösetalsperre zu bauen, Moore zu kultivieren und an der Nordsee Land zu gewinnen.
Während Links Dienstzeit entstanden in Niedersachsen örtliche Arbeitsämter. Die Arbeitsverwaltung gliederte sich in das Reichsarbeitsministerium ein. Dies erforderte deutlich mehr organisatorisches Geschick, die Übersicht über wirtschaftliche Fragestellungen und Vermittlungsfähigkeit als zuvor in Lübeck. 1931 bekam er darüber hinaus die Leitung des Landesarbeitsamtes Nordmark in Hamburg übertragen. Als sich die Doppelbelastung im Folgejahr als zu groß darstellte, trennte er sich von der Stelle in Hannover.
Im März 1933 wurde Link beurlaubt. Gründe hierfür wurden nicht genannt. Wahrscheinlich vermutete man, dass er demokratisch gesinnt sei. Er forderte erfolglos, rehabilitiert zu werden. Da aufgrund der hohen Arbeitslosigkeit sehr gute Praktiker offenbar benötigt wurde, versetzten die Nationalsozialisten Link 1934 an das Arbeitsamt Dresden, dessen Leitung er bis 1945 innehatte. Er trat nicht in die NSDAP ein. Trotzdem half ihm der Leiter des sächsischen Landesarbeitsamtes, der bei Link gelernt hatte.
Die Luftangriffe auf Dresden am 13. und 14. Februar 1945 machten Link und seine Familie komplett besitzlos. Nach Kriegsende sollte er den Neuaufbau der Dresdener Arbeitsverwaltung leiten. Im Oktober 1945 ging er ohne Genehmigung nach Hamburg, wo man ihm signalisiert hatte, dass er erneut das Landesarbeitsamt Nordmark leiten könne. Die britische Kontrollkommission in Berlin teilte ihn im Frühjahr 1946 der Beratungsstelle für Arbeit, Wohnungs- und Siedlungswesen in Westdeutschland zu. Diese befand sich anfangs in Bad Oeynhausen und entwickelte sich zum Zentralamt für Arbeit in Lemgo weiter. Link arbeitete hier als Ministerialdirektor im Arbeitsbereich der ehemaligen Reichsanstalt für Arbeitsvermittlung und Arbeitslosenversicherung. Seine Dienstzeit endete im März 1949.

## Ruhestand
Nach Dienstende ging Link erneut nach Hamburg. 1953 zog er in sein eigenes Haus in Lübeck und blieb dort bis Lebensende. Bis zum Herbst 1954 engagierte er sich noch als Vorsitzender der Vereinigung „Pro Honore“ und in der „Deutschen Zentralstelle zur Bekämpfung der Schwindelfirmen“ in Hamburg. Diese Einrichtungen und der Verband der Rechtsauskunftsstellen ernannten ihn zum Ehrenvorsitzenden.

## Persönlichkeit und Bedeutung
Link folgte in seiner Arbeit immer den Grundgedanken einer volkstümlichen Rechtspflege und einer sozialen Rechtsauffassung. Die kleine Lübecker Rechtsauskunftsstelle baute er bis zur Behörde für Arbeit und Wohlfahrt aus. Die Wirksamkeit dieser Institution galt als Vorbild für andere Städte. In Konflikten galt Link als unparteiischer Schlichter. Nebenberuflich arbeitete er daher von 1923 bis 1927 für das Reichsarbeitsministerium als Schlichter bei Arbeitskämpfen in den Bezirken Hamburg, Schleswig-Holstein, Lübeck und Mecklenburg. Auch außerhalb dieses Themengebiets wurde er als Schlichter tätig.

## Familie
Link war verheiratet mit Elise (Lies) Schumacher (* 10. November 1880 in Leer; † 12. Oktober 1958). Seine Ehefrau war eine Tochter des Ernst Christian Schumacher (1830–1908) und dessen zweiter Ehefrau Ulrike Emilie Louise Neumann (1845–1918). Das Ehepaar Link hatte drei Töchter und zwei Söhne.

## Ehrungen
Link wurde für seine Tätigkeiten wiederholt ausgezeichnet:
- 1916 erhielt er das Friedrich-August-Kreuz 2. Klasse.
- 1917 bekam er die Rote-Kreuz-Medaille 3. Klasse verliehen.
- 1949 wurde er mit der Goldenen Denkmünze der Gesellschaft zur Beförderung gemeinnütziger Tätigkeit ausgezeichnet.
- 1954 erhielt er das Große Verdienstkreuz des Verdienstordens der Bundesrepublik Deutschland.

Sein Freund Radbruch widmete ihm das Buch „Der Mensch im Recht“, das nach Links Tod erschien.